# Лансере, Евгений Александрович
Евге́ний Алекса́ндрович Лансере́ (12 [24] августа 1848, Моршанск, Тамбовская губерния — 23 марта [4 апреля] 1886, Нескучное, Курская губерния) — русский скульптор-анималист, почётный вольный общник Императорской Академии художеств (1876).

## Биография
Сын статского советника Людвига Пауля (Александра Павловича) Лансере (1815—1869) (сына майора наполеоновской армии Пауля Лансере, пленённого в Бородинском сражении и затем вступившего в русское подданство) и Элеоноры Антоновны Яхимовской (1824—1856), воспитанницы баронов Ворнезиус (живших в Моршанске).
Родился в Моршанске, поступил в местную гимназию. С детства в своих работах выбрал тему, которой будет увлечён всю жизнь, — лошадей. Впоследствии совершил ряд дальних поездок по Центральной Азии, Кавказу и Северной Африке, добавив в своё творчество многие этнические образы (афганец, араб и др.), значительно обогатившие его творчество.
В 1861 году с семьёй переехал в Петербург. Там окончил 2-ю Санкт-Петербургскую гимназию и юридический факультет Петербургского университета. Специального художественного образования не получил и занимался лепкой самостоятельно, пользуясь советами Николая Либериха. В 1872 году за свои работы получает от Академии художеств звание классного художника 1-й степени. 1874 году был признан почетным вольным общником Академии художеств. С 1879 года являлся членом Московского общества любителей художеств.
Был крупным анималистом, прекрасно изображал лошадей, в том числе и в исторических сюжетах. Всего создал около 400 произведений. Его работы представлены в экспозиции Радищевского музея, Национальном художественном музее Беларуси, хранятся в Государственном Русском музее, Государственной Третьяковской галерее, и др.
Известным в определённой среде Лансере был не только как скульптор, но и как завзятый лошадник. Мечтал он об этом с детства, а потом породнившись с семьёй Бер, исполнил заветное желание. Разведением лошадей занимался профессионально. Бывало, что за случку своих кобыл он расплачивался своими работами — скульптурами.

…в июле 1879 года скульптор подарил штабс-капитану фон Гаупту одну из таких фигур — «Портрет выводного арабского скакуна Сеглави». «Я хотел случить с ним свою Болгарочку, но она, подлая, не пришла в охоту, а вылепленный за эту предполагаемую случку портрет все-таки придется отдать хозяину Сеглави штабс-капитану Гаупту, очень милому юноше».— Евгений Лансере. Неизвестные факты жизни и творчества
Единомышленником и компаньоном в конном деле был друг и свойственник Евгения Александровича — Николай Бер, впоследствии который продал Лансере усадьбу Нескучное с половиной конезавода. Так скульптор осуществил ещё одну свою давнюю мечту и стал помещиком.
В 1874 году женился на Екатерине Николаевне Бенуа.
Его сын и дочь — Евгений Евгеньевич и Зинаида Евгеньевна стали художниками, младший сын Николай Евгеньевич — архитектором.
Скончался в марте 1886 года в неполных 38 лет в своем имении от туберкулеза. Похоронен в селе Нескучное близ храма во имя святых Константина и Елены в семейном склепе (разрушенном в годы Октябрьской революции).
4 апреля 1996 года по случаю 110-й годовщины от дня смерти Евгения Александровича на его предполагаемой могиле установлен кенотаф — металлический крест и ограда. Автор проекта В. Я. Курило.

## Галерея

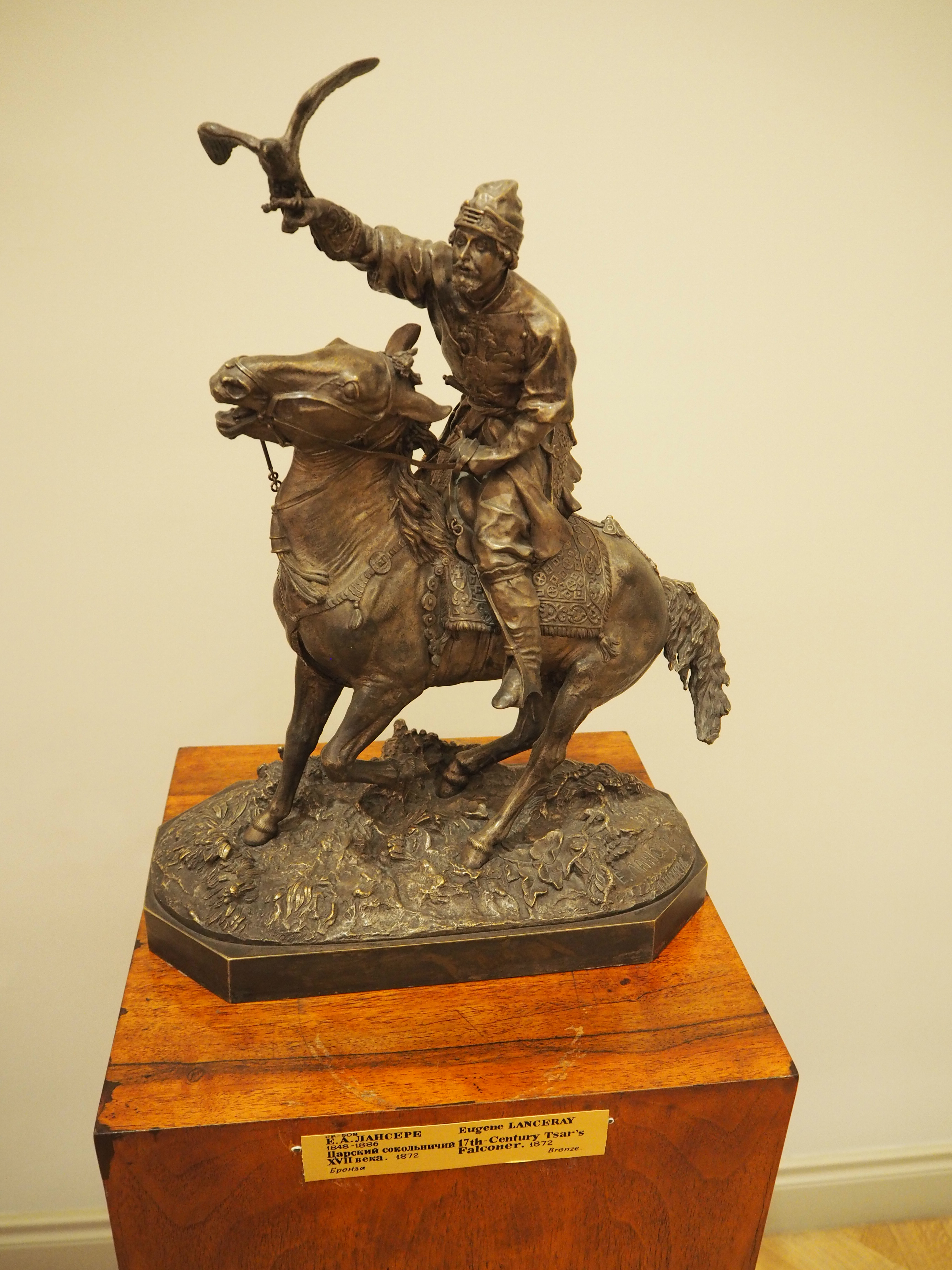
Царский сокольничий XVII века.
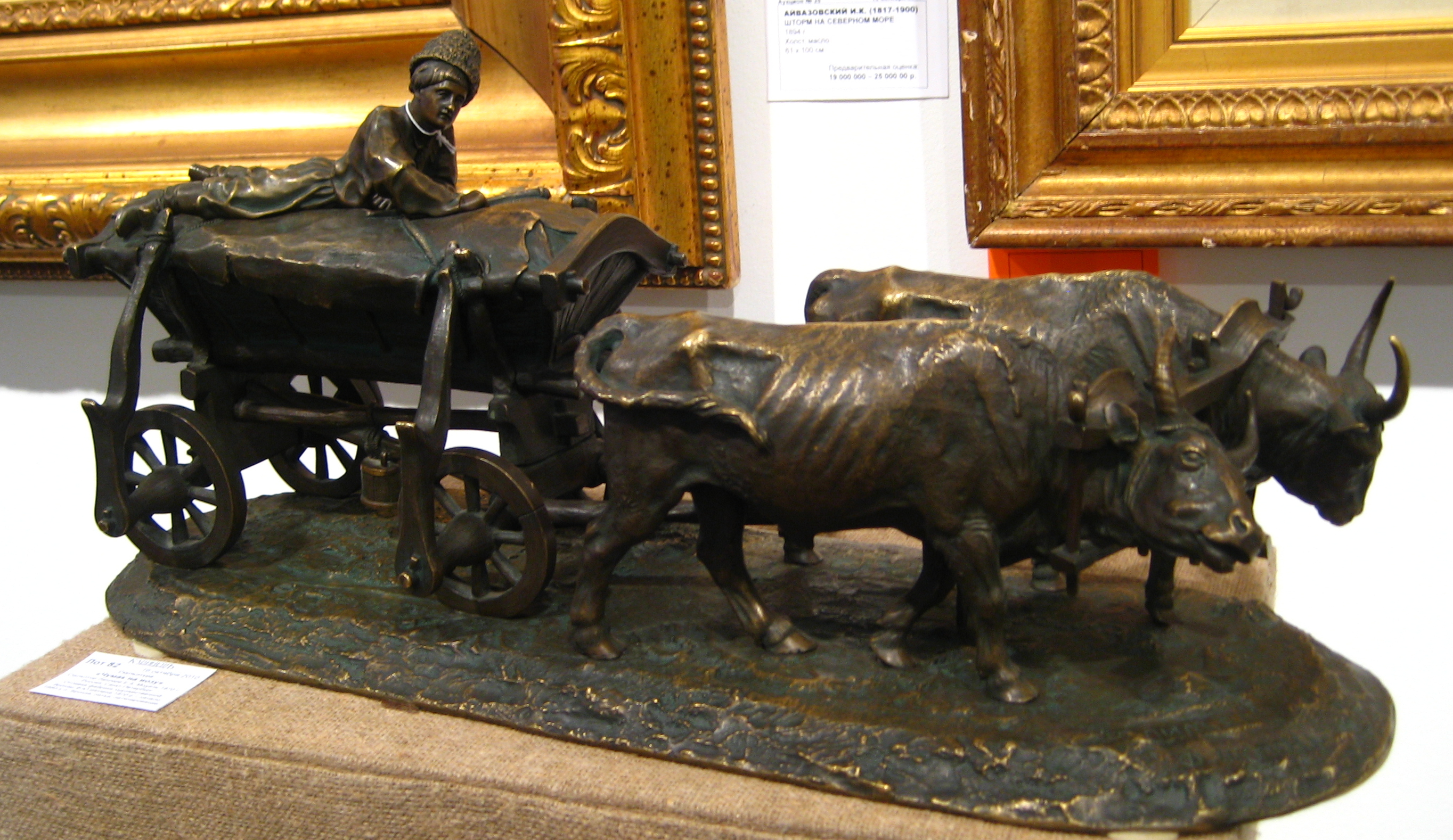
Чумак на возу. Модель 1870 г., отливка фабрики художественной бронзы Ф. Ю. Шопена, 1870-е — нач. 1880-х гг
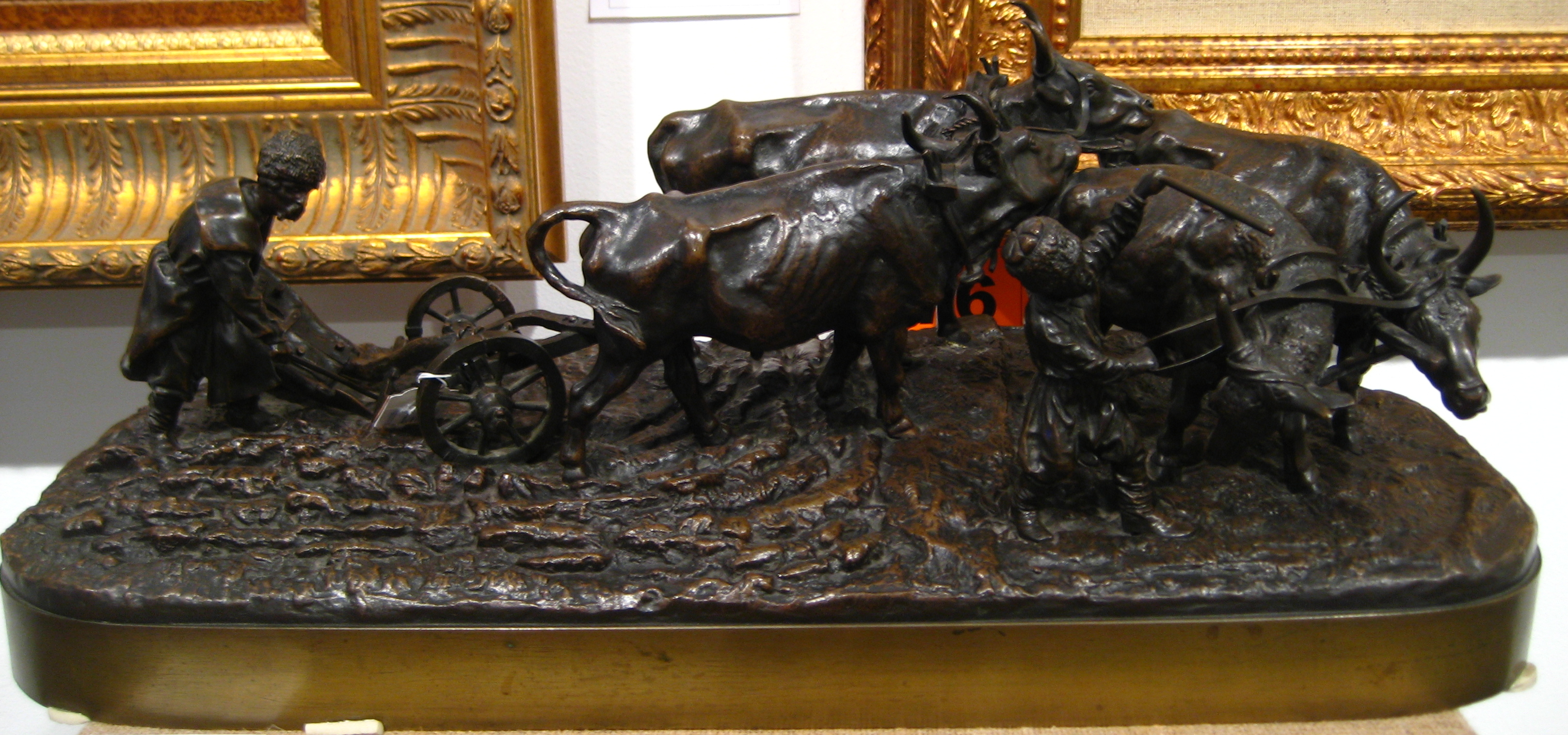
Плугарь-малоросс. Модель 1877 г., отливка фабрики художественной бронзы Ф. Ю. Шопена, нач. 1880-х гг
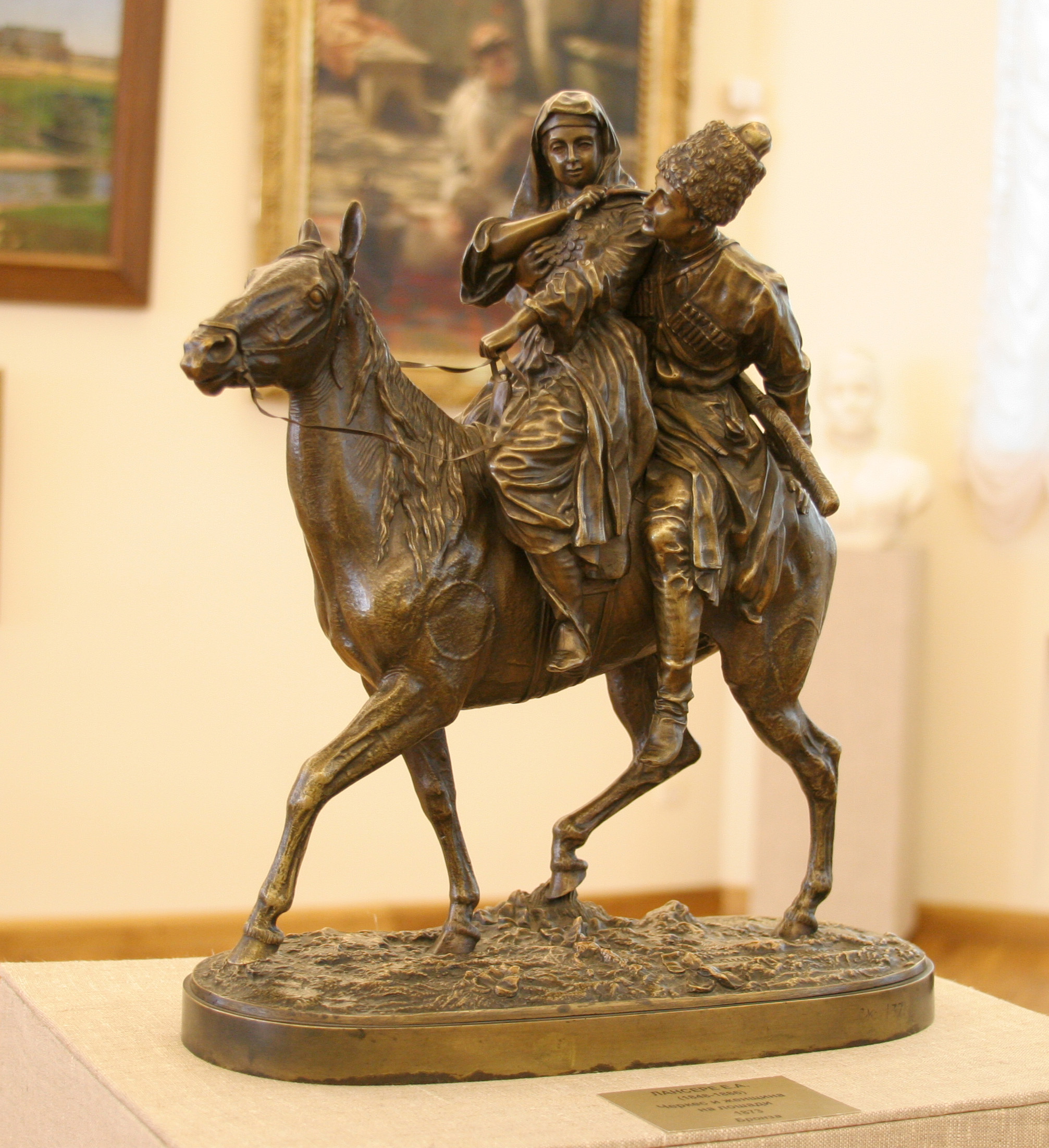
Черкес и женщина на лошади. Саратовский художественный музей им. А. Н. Радищева
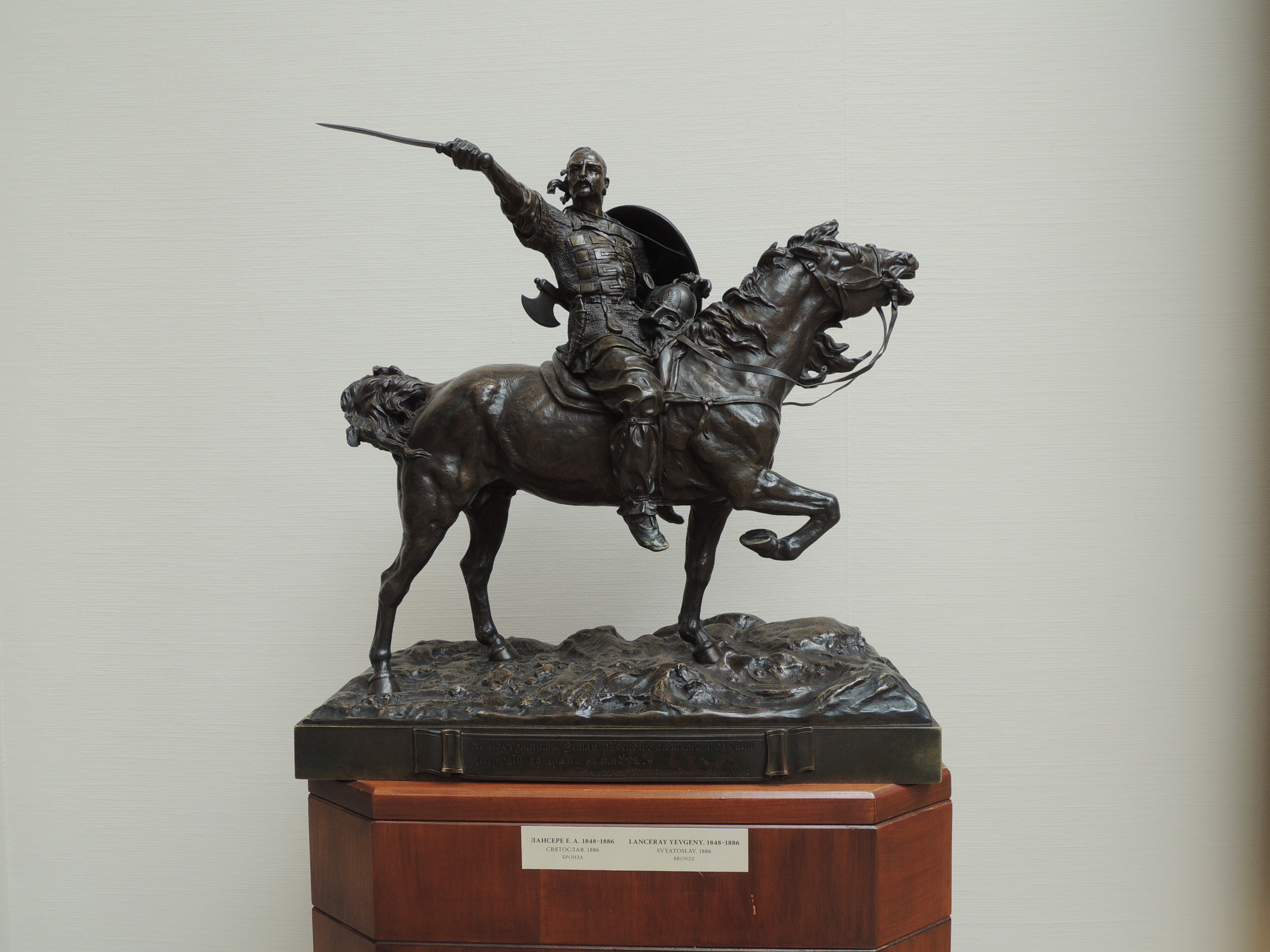
Князь Святослав
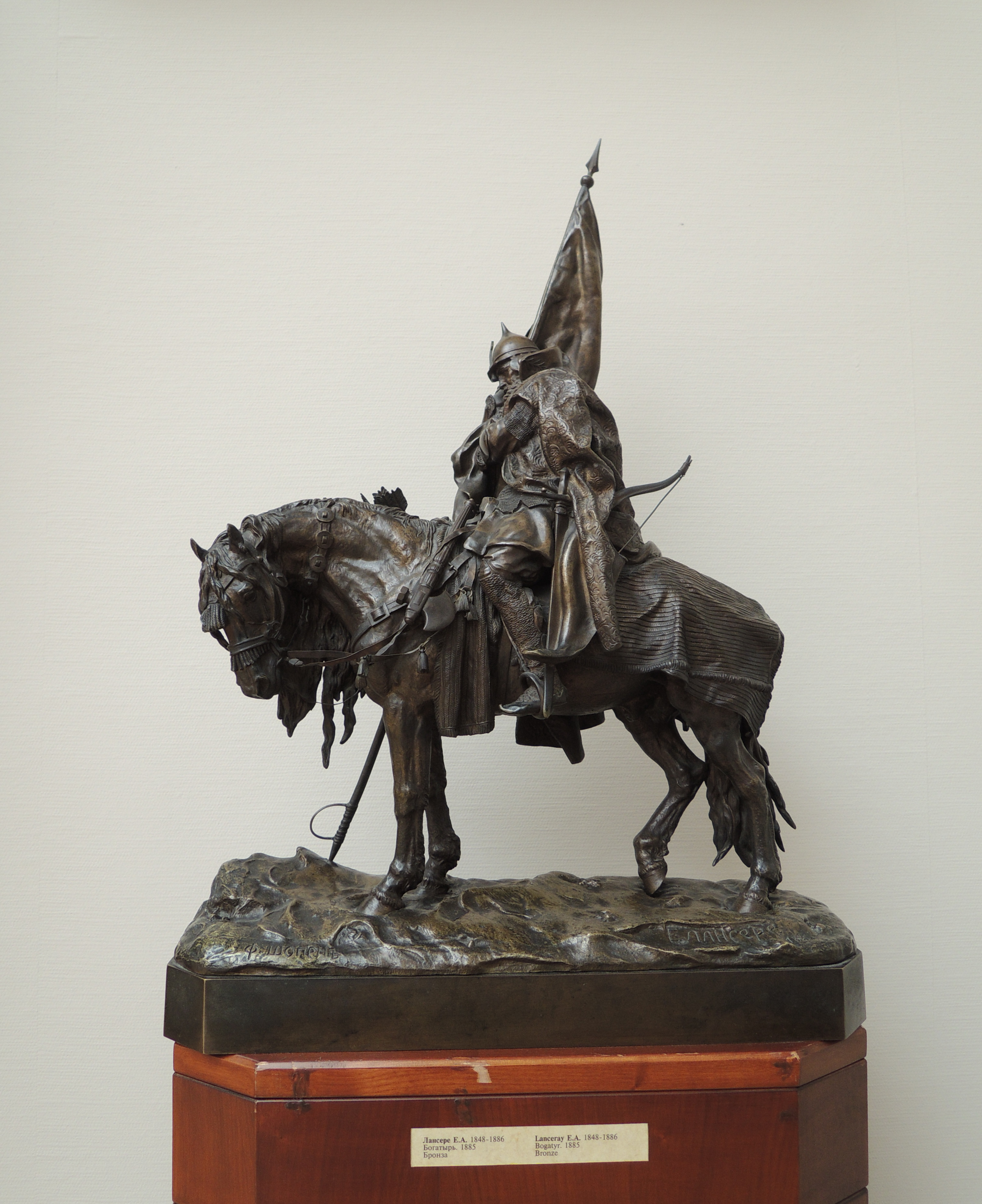
Богатырь
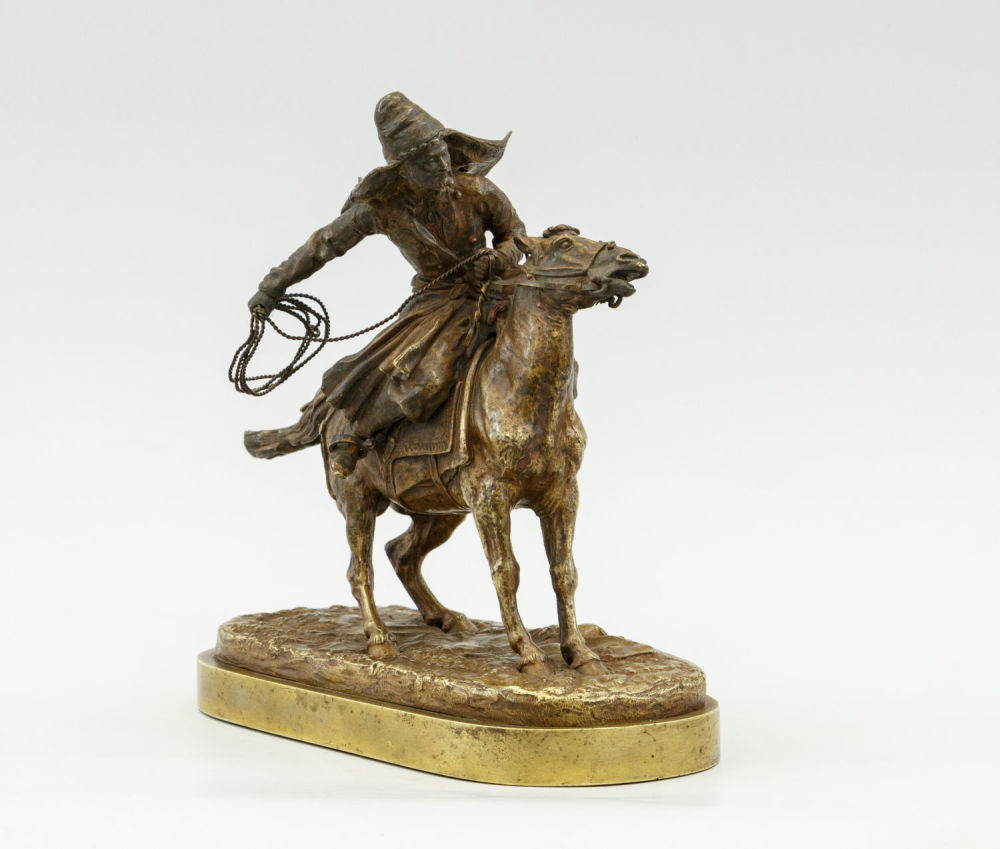
Башкир-табунщик
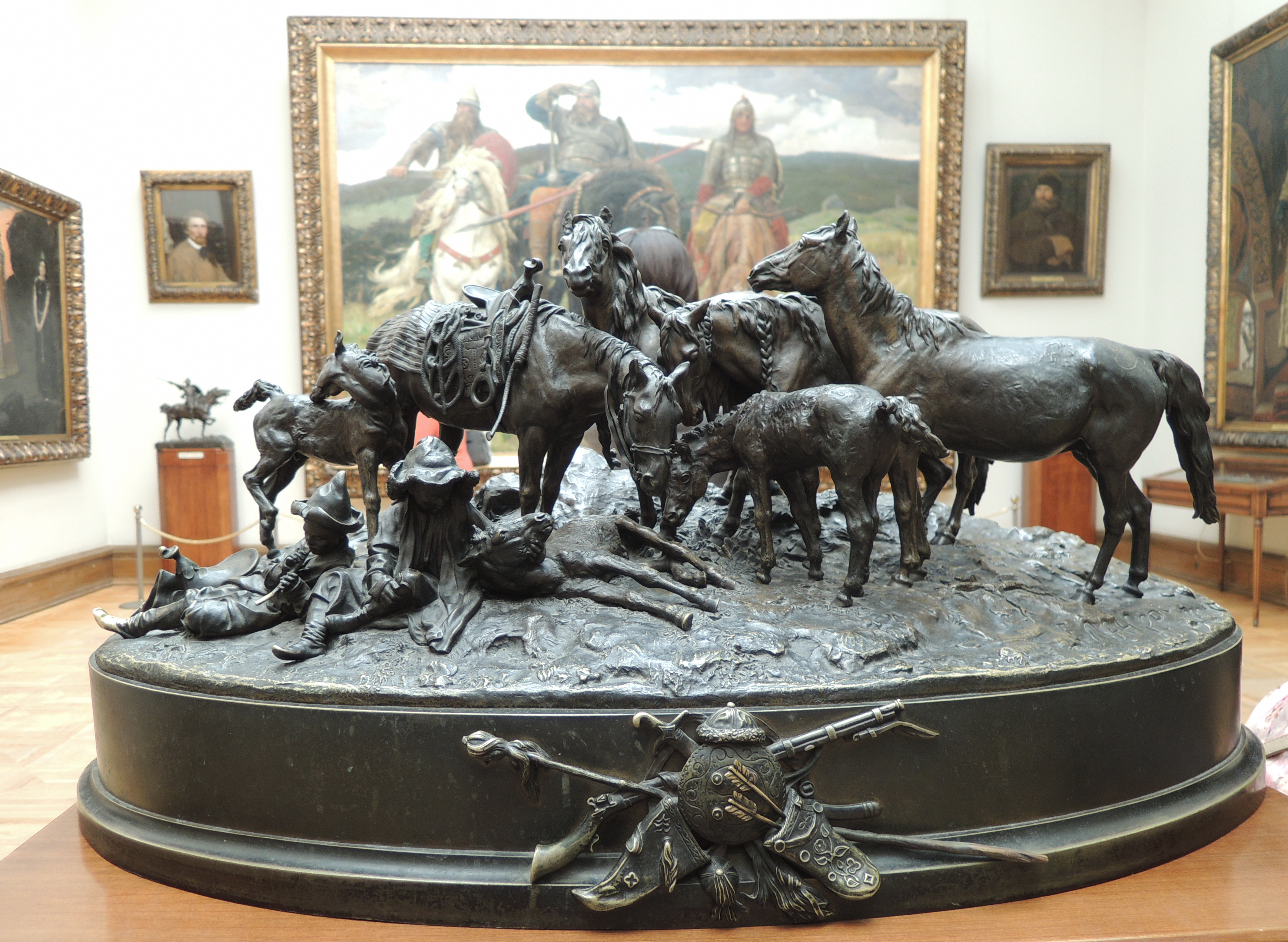
Отдыхающие киргизы с лошадьми
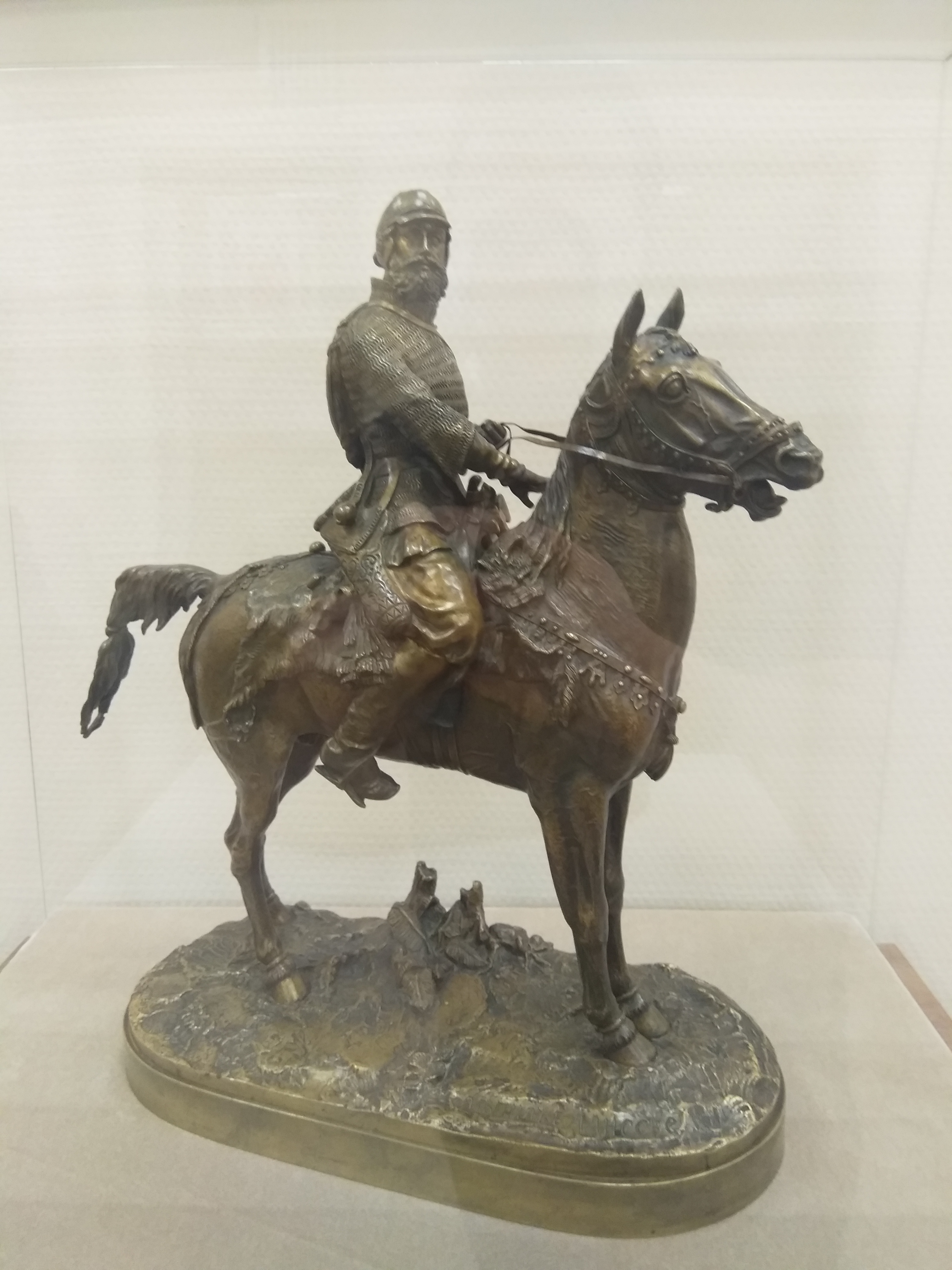
Опричник
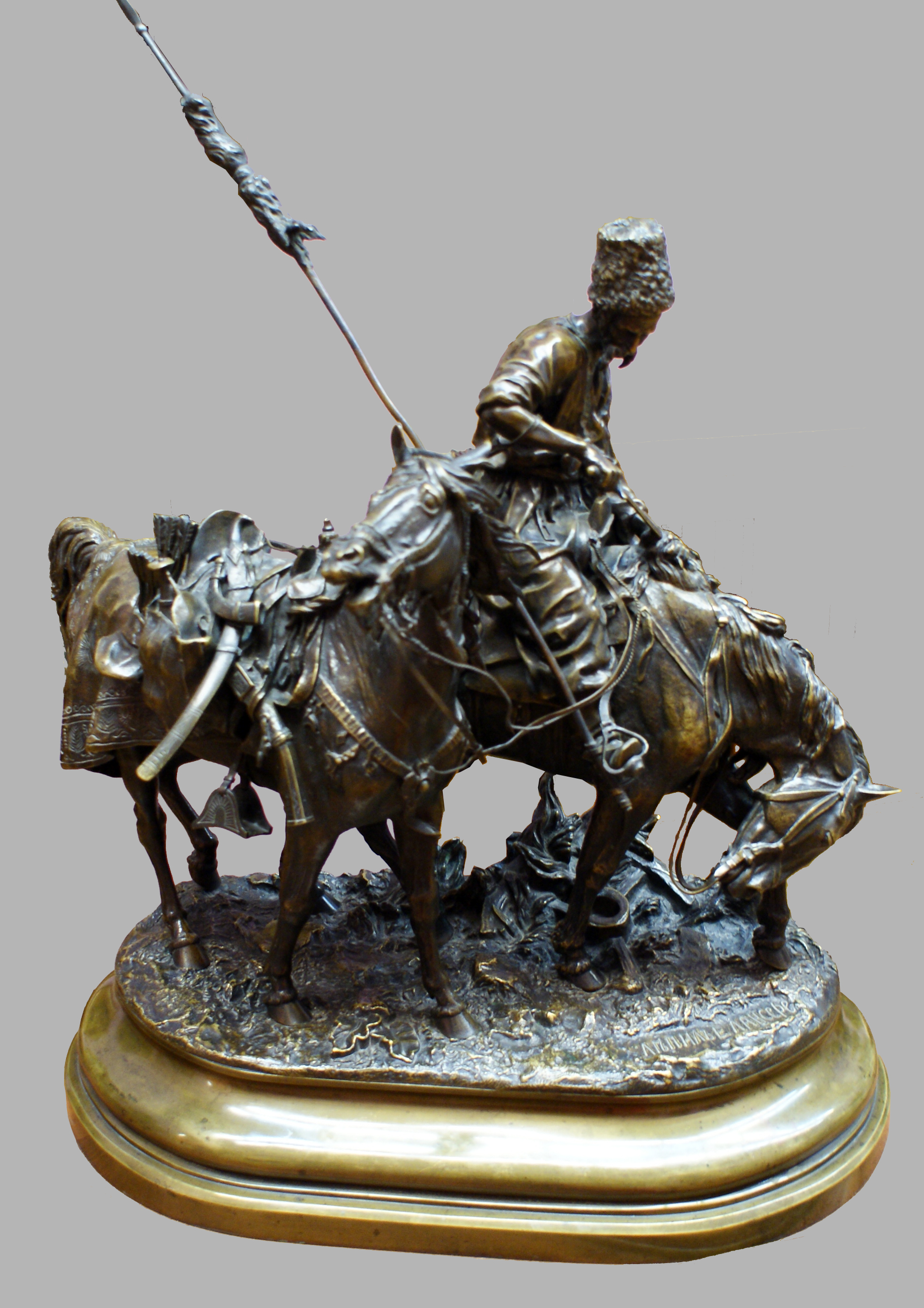
Запорожец после битвы
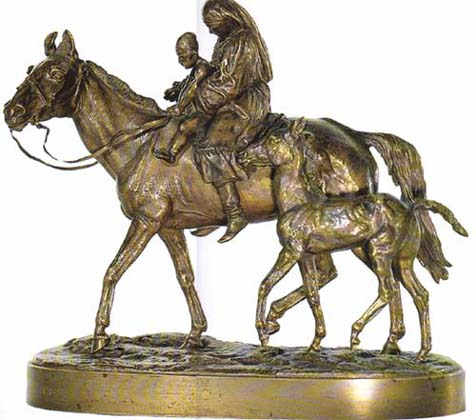
Две матери
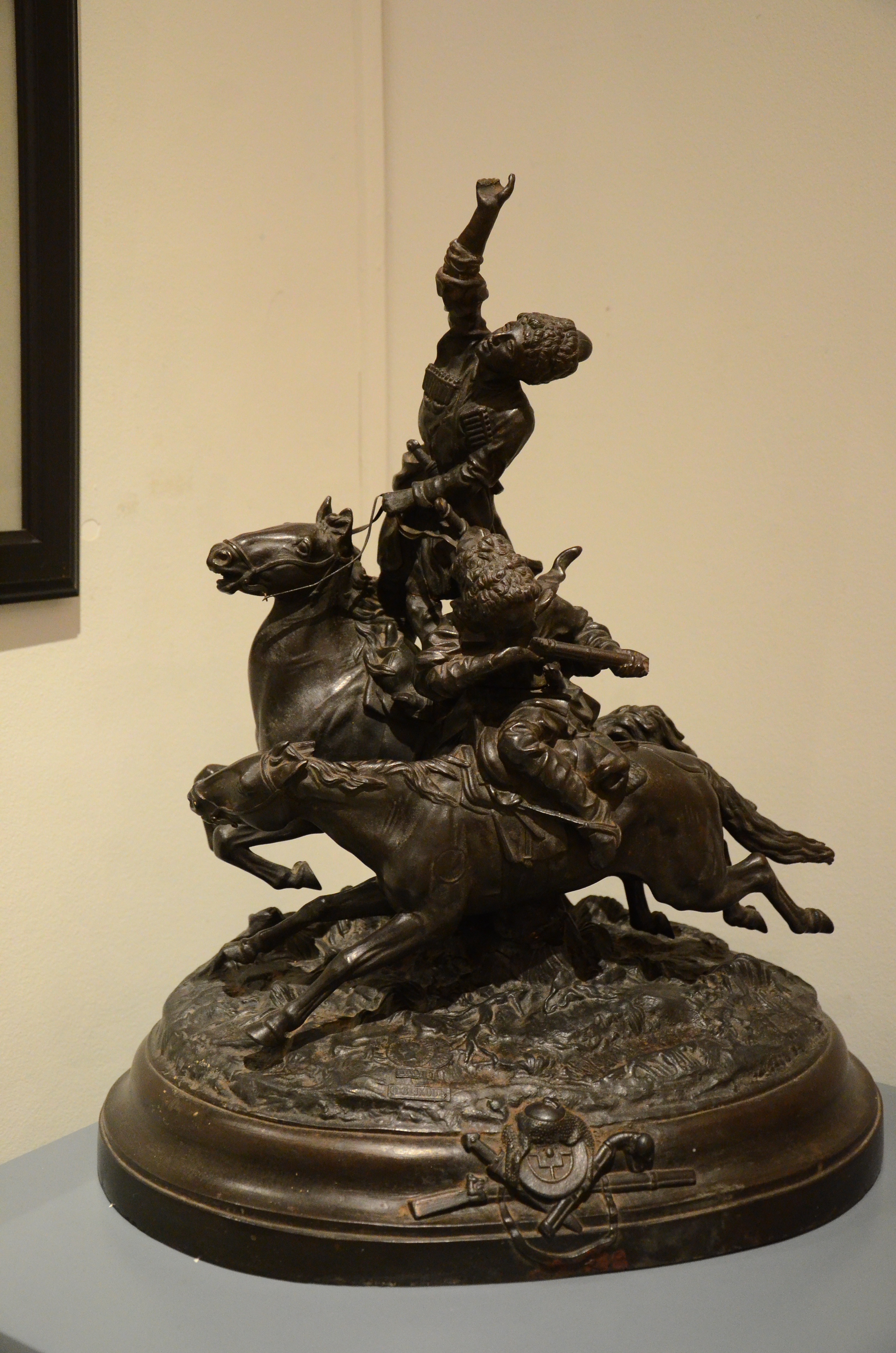
Джигитовка лезгин